# Alfred Dührssen
Alfred Dührssen (Heide, 23 marzo 1862 – Berlino, 11 ottobre 1933) è stato un ginecologo tedesco.

## Biografia
Studiò medicina all'Università di Marburg e alla Kaiser-Wilhelm-Akademie für das militärärtliche Bildungswesen (Kaiser-Wilhelm-Academy for Military Physicians). Nel 1886, divenne un assistente ostetrico di Adolf Gusserow (1836-1906) a Berlino, e nel 1888 iniziò a lavorare come docente all'Università di Berlino. Nel 1892 aprì una clinica privata per ostetricia e malattie ginecologiche.
Dührssen era una figura di spicco della moderna ginecologia tedesca, essendo ricordato per il suo lavoro pionieristico in pratiche chirurgiche come il taglio cesareo vaginale (vaginalen Kaiserschnitt). Era un sostenitore delle nascite istituzionali per tutte le gravidanze e propose che le donne in gravidanza si sottoponessero a processi di screening per scoprire eventuali difficoltà prima del parto.

## Opere principali
- Geburtshülfliches Vedemecum für Studierende und Ärzte; (1890).
- Über Heilung und Verhütung von Frauenkrankheiten; (1900).
- Die neue Geburtshilfe; (1923).